# Amorphochelus furvus
Amorphochelus furvus är en skalbaggsart som beskrevs av Marc Lacroix 1997. Amorphochelus furvus ingår i släktet Amorphochelus och familjen Melolonthidae. Inga underarter finns listade i Catalogue of Life.